# Tinea solenobiella
Tinea solenobiella är en fjärilsart som beskrevs av Walsingham 1897. Tinea solenobiella ingår i släktet Tinea, och familjen äkta malar. Inga underarter finns listade.